# شهرآورد تهران
شهرآورد تهران که با نام‌های دربی تهران، شهرآورد سرخابی و شهرآورد پایتخت نیز شناخته می‌شود، به شهرآورد میان دو تیم استقلال و پرسپولیس گفته می‌شود.
این دیدار، مهم‌ترین بازی باشگاهی فوتبال ایران و یکی از بزرگ‌ترین شهرآوردهای جهان است که در ورزشگاه آزادی تهران برگزار می‌شود. درگیری و دستگیری بازیکنان و هواداران، شورش و اغتشاش هواداران، ترک زمین و اتهام تبانی از اتفاقاتی هستند که در پیشینه این شهرآورد ثبت شده‌اند. این بازی در شماره تیر ۱۳۸۷ وردساکر به عنوان مهم‌ترین شهرآورد در آسیا و بیست و دومین شهرآورد بزرگ در جهان اعلام شد. همین نشریه در شماره دسامبر ۲۰۱۵ خود، این شهرآورد را در میان ۵۰ رقابت برتر فوتبال دنیا شناسانده و آن را با هماوردی‌های شناخته‌شده ملی و باشگاهی فوتبال دنیا در یک گروه جای داده‌است.
نخستین رویارویی دو تیم یک بازی دوستانه بود که در فروردین ۱۳۴۷ انجام شد و با نتیجه ۰–۰ به پایان رسید. آخرین رویارویی این دو تیم درچارچوب لیگ برتر در ۹ اسفند ۱۴۰۳ بود که این بازی با نتیجه ۲-۱ به سود پرسپولیس به پایان رسید.

## پیشینه

### بررسی اجمالی
| مساوی       | ۱۷ |
| برد شاهین   | ۱۴ |
| برد استقلال | ۲۰ |

### نتایج
| جام                 | بازی | برد استقلال | تساوی | برد شاهین |
| ------------------- | ---- | ----------- | ----- | --------- |
| جام باشگاه‌های تهران | ۳۲   | ۱۱          | ۱۳    | ۸         |
| جام حذفی تهران      | ۸    | ۴           | ۳     | ۱         |
| دوستانه             | ۶    | ۲           | ۱     | ۳         |
| لیگ تخت جمشید       | ۵    | ۳           | ۰     | ۲         |
| مجموع               | ۵۱   | ۲۰          | ۱۷    | ۱۴        |

پیشینه شهرآورد تهران به رقابت دو باشگاه شاهین تهران و تاج تهران بازمی‌گردد. هسته اول هواداران با باشگاه شاهین شکل گرفت و سپس باشگاه تاج هم هواداران خود را یافت. در آن شهرآورد، شاهین سفیدپوش و تاج آبی‌پوش بود. این بازی به دلیل خاستگاه‌های سیاسی و اجتماعی متفاوت دو تیم از ابعاد غیر ورزشی نیز حساس و مهم بود. بعدها با انحلال باشگاه شاهین و جابجایی دسته‌جمعی بازیکنان آن به پرسپولیس، بازی‌های تاج و شاهین حساسیت خود را از دست داد و شهرآورد تاج – پرسپولیس و پس از انقلاب استقلال – پرسپولیس جایگزین آن شد.

## بازی‌ها

### بررسی اجمالی
| مساوی        | ۵۰ |
| برد پرسپولیس | ۲۹ |
| برد استقلال  | ۲۶ |

### نتایج
| تورنمنت             | بازی | برد استقلال | مساوی | برد پرسپولیس | گل استقلال | گل پرسپولیس |
| ------------------- | ---- | ----------- | ----- | ------------ | ---------- | ----------- |
| لیگ برتر            | ۴۸   | ۸           | ۲۶    | ۱۴           | ۴۱         | ۴۷          |
| لیگ آزادگان         | ۱۴   | ۵           | ۵     | ۴            | ۱۲         | ۱۳          |
| لیگ قدس             | ۱    | ۱           | ۰     | ۰            | ۲          | ۱           |
| جام تخت جمشید       | ۱۰   | ۳           | ۳     | ۴            | ۱۲         | ۱۶          |
| لیگ منطقه‌ای ایران   | ۳    | ۱           | ۰     | ۲            | ۲          | ۷           |
| جام حذفی            | ۶    | ۱           | ۳     | ۲            | ۷          | ۶           |
| سوپر جام            | ۱    | ۰           | ۰     | ۱            | –          | –           |
| مسابقات تهران       | ۱۴   | ۵           | ۸     | ۲            | ۱۱         | ۹           |
| معرفی نماینده ایران | ۱    | ۰           | ۱     | ۰            | ۰          | ۰           |
| کل مسابقات رسمی     | ۹۸   | ۲۴          | ۴۶    | ۲۹           | ۸۷         | ۹۹          |
| دوستانه             | ۷    | ۳           | ۴     | ۰            | ۸          | ۵           |
| مجموع کل            | ۱۰۵  | ۲۶          | ۵۰    | ۲۹           | ۹۵         | ۱۰۴         |

1. ↑  در رقابت‌های جام حذفی هرکدام از تیم‌ها یک بار موفق به برد در پنالتی‌های انتهای بازی شده‌اند که نتیجه آن طبق قوانین فیفا در ستون تساوی ذکر شده‌است.
2. ↑  دربی شماره ۳ در یک دوره مسابقات پنج جانبه برای معرفی نماینده ایران برای جام باشگاه‌های آسیا برگزار شده‌است.

منبع:

## آمار

### افتخارات
| تیم      | داخلی               | داخلی          | داخلی          | داخلی                 | داخلی                | داخلی               | داخلی          | داخلی           | داخلی          | بین‌المللی   | بین‌المللی                            | بین‌المللی            | مجموع بین‌المللی | مجموع کل |
| تیم      | کشوری               | کشوری          | کشوری          | کشوری                 | کشوری                | استانی              | استانی         | استانی          | استانی         | مجموع داخلی | جام باشگاه‌های آسیا/لیگ قهرمانان آسیا | جام برندگان جام آسیا | مجموع بین‌المللی | مجموع کل |
| تیم      | لیگ‌های سراسری ایران | جام حذفی ایران | سوپر جام ایران | مسابقات قهرمانی ایران | مسابقات انتخابی آسیا | جام باشگاه‌های تهران | جام حذفی تهران | جام شهید اسپندی | سوپر جام تهران | مجموع داخلی | جام باشگاه‌های آسیا/لیگ قهرمانان آسیا | جام برندگان جام آسیا | مجموع بین‌المللی | مجموع کل |
| -------- | ------------------- | -------------- | -------------- | --------------------- | -------------------- | ------------------- | -------------- | --------------- | -------------- | ----------- | ------------------------------------ | -------------------- | --------------- | -------- |
| استقلال  | ۹                   | ۸              | ۱              | ۱                     | ۰                    | ۱۳                  | ۴              | ۰               | ۱              | ۳۷          | ۲                                    | ۰                    | ۲               | ۳۹       |
| پرسپولیس | ۱۶                  | ۷              | ۵              | ۰                     | ۱                    | ۶                   | ۲              | ۱               | ۰              | ۳۸          | ۰                                    | ۱                    | ۱               | ۳۹       |

### رکوردها
- نخستین بازی رسمی: تاج ۳–۱ پرسپولیس، ۳۱ مرداد ۱۳۴۸، جام باشگاه‌های تهران ۱۳۴۸
- نخستین بازی جام حذفی: استقلال ۰–۰ پرسپولیس، جام حذفی ۱۳۶۷، یک چهارم نهایی، ۱۹ اسفند ۱۳۶۷
- پرگل‌ترین بازی: پرسپولیس ۶–۰ تاج، جام تخت جمشید ۱۳۵۲، ۱۶ شهریور ۱۳۵۲، استقلال ۲–۴ پرسپولیس، لیگ برتر خلیج فارس ۹۵–۱۳۹۴، ۲۷ فروردین ۱۳۹۷
- پرگل‌ترین پیروزی (استقلال): تاج ۳–۰ پرسپولیس، جام تخت جمشید ۱۳۵۶، ۱۸ اردیبهشت ۱۳۵۶، استقلال ۳–۰ پرسپولیس، جام حذفی ۱۳۹۰، ۱۸ آذر ۱۳۹۰
- پرگل‌ترین پیروزی (پرسپولیس): تاج ۰–۶ پرسپولیس جام تخت جمشید ۱۳۵۲، ۱۶ شهریور ۱۳۵۲
- بیشترین پیروزی متوالی (استقلال): ۴، ۳۱ مرداد ۱۳۴۸–۲۷ دی ۱۳۴۹
- بیشترین پیروزی متوالی (پرسپولیس): ۳، ۲۷ مهر ۱۳۷۵–۲۲ آبان ۱۳۷۷
- طولانی‌ترین دوره شکست‌ناپذیری (استقلال): ۱۰، ۴ خرداد ۱۳۶۹–۸ دی ۱۳۷۴
- طولانی‌ترین دوره شکست‌ناپذیری (پرسپولیس): ۱۸، ۲۹ تیر ۱۳۹۷–۹ اسفند ۱۴۰۳
- بیشترین تساوی متوالی: ۶، ۱۰ فروردین ۱۳۸۶–۱۰ مهر ۱۳۸۸
- بیشترین بازی انجام‌شده در یک فصل: ۴، لیگ برتر ۹۱–۱۳۹۰
- بهترین گل‌زن: صفر ایرانپاک، ۷ گل
- بیشترین بازی: علی پروین، ۲۰ بازی
- پرتماشاگرترین بازی: ۱۲۰٬۰۰۰ نفر در ورزشگاه آزادی، استقلال ۱–۰ پرسپولیس جام باشگاه‌های تهران ۱۳۶۲، ۱۷ مهر ۱۳۶۲

## بازیکنان مشترک دو باشگاه

### انتقال مستقیم
| نام                | پست       | حضور در استقلال | حضور در پرسپولیس |
| ------------------ | --------- | --------------- | ---------------- |
| داریوش مصطفوی      | مهاجم     |                 | ۱۳۴۹             |
| جواد الله‌وردی      | مدافع     | ۱۳۵۰            | ۱۳۵۲             |
| غلامرضا فتح‌آبادی   | مهاجم     | ۱۳۵۸            | ۱۳۵۹–۱۳۶۴        |
| شاهرخ بیانی        | هافبک     | ۱۳۵۶–۱۳۶۴       | ۱۳۶۵             |
| سعید عزیزیان       | دروازه‌بان | ۱۳۶۸            | ۱۳۶۹–۱۳۷۰        |
| امیر موسوی‌نیا      | مهاجم     | ۱۳۷۰–۱۳۷۱       | ۱۳۷۲–۱۳۷۵        |
| علی اکبریان        | مهاجم     | ۱۳۷۳–۱۳۷۶       | ۱۳۷۶–۱۳۷۷        |
| علیرضا واحدی‌نیکبخت | هافبک     | ۱۳۷۸–۱۳۸۵       | ۱۳۸۵–۱۳۸۸        |

| نام              | پست   | حضور در پرسپولیس | حضور در استقلال |
| ---------------- | ----- | ---------------- | --------------- |
| علی‌اکبر محمدی    | مدافع | ۱۳۴۷–۱۳۵۰        | ۱۳۵۰–۱۳۵۱       |
| غلامرضا فتح‌آبادی | مهاجم | ۱۳۵۹–۱۳۶۴        | ۱۳۶۵–۱۳۶۶       |
| مهدی هاشمی‌نسب    | مدافع | ۱۳۷۶             | ۱۳۷۹            |
| علی علیزاده      | مهاجم | ۱۳۸۶–۱۳۸۷        | ۱۳۸۷–۱۳۸۹       |
| علی انصاریان     | مدافع | ۱۳۸۳–۱۳۸۵        | ۱۳۸۵–۱۳۸۶       |
| هوار ملامحمد     | هافبک | ۱۳۸۹             | ۱۳۸۹–۱۳۹۰       |
| محمد قاضی        | مهاجم | ۱۳۹۱–۱۳۹۲        | ۱۳۹۲–۱۳۹۳       |
| گادوین منشا      | مهاجم | ۱۳۹۵–۱۳۹۷        | ۱۳۹۷–۱۳۹۸       |
| آرمان رمضانی     | مهاجم | ۱۳۹۹             | ۱۳۹۹–           |
| محمد نادری       | مدافع | ۱۳۹۷–۱۳۹۹        | ۱۳۹۹–۱۴۰۰       |

### انتقال غیرمستقیم
| نام                   | پست        | حضور در استقلال     | باشگاه‌های میانه         | حضور در پرسپولیس |
| --------------------- | ---------- | ------------------- | ----------------------- | ---------------- |
| پرویز قلیچ‌خانی        | هافبک      |                     | پاس، عقاب، دارایی       |                  |
| مجید نامجو مطلق       | هافبک      | ۱۳۶۶–۱۳۷۱           | کشاورز                  | ۱۳۷۳–۱۳۷۰        |
| محمدرضا مهدوی         | مدافع      | ۱۳۷۸–۱۳۸۰           | رویال شارلوا            |                  |
| احمدرضا عابدزاده      | دروازه‌بان  | ۱۳۶۸–۱۳۷۱           | سپاهان                  |                  |
| اکبر افتخاری          | مهاجم      | ۱۳۴۷–۱۳۴۸           | عقاب                    |                  |
| رضا احدی              | هافبک      | ۱۳۶۰–۱۳۶۵ ۱۳۶۸–۱۳۶۹ | بانک تجارت، ذوب‌آهن      |                  |
| محمود کلهر            | هافبک      | ۱۳۶۴ ۱۳۶۹–۱۳۶۷      | پاس                     |                  |
| فراز فاطمی            | مهاجم      | ۱۳۸۰–۱۳۸۳           | ذوب‌آهن                  |                  |
| مهدی صالح‌پور          | مهاجم      | ۱۳۷۹–۱۳۹۰           | پیکان، مسافی، سرخپوشان  |                  |
| داوود سیدعباسی        | هافبک      | ۱۳۸۰–۱۳۸۳           | سپاهان                  |                  |
| مهدی شیری             | هافبک      | ۱۳۸۳–۱۳۸۴           | برق، صبا، النصر         |                  |
| مهرداد پولادی         | هافبک      | ۱۳۸۶–۱۳۸۸           | تراکتور، مس کرمان       |                  |
| محمد انصاری           | مدافع      | ۱۳۸۷                | فجرسپاسی، شهرداری تبریز |                  |
| میثم بائو             | هافبک      | ۱۳۸۳–۱۳۸۶ ۱۳۹۱–۱۳۹۲ | الشعب، راه‌آهن، ابومسلم  |                  |
| ایمان صادقی           | دروازه‌بان  | ۱۳۸۸–۱۳۸۹           | استیل‌آذین، ملوان        | ۱۳۹۴–۱۳۹۵        |
| میثم حسینی            | مدافع      | ۱۳۹۰–۱۳۹۱           | نفت تهران               | ۱۳۹۲–۱۳۹۴        |
| مهدی سیدصالحی         | مهاجم      | ۱۳۸۸–۱۳۹۰           | سپاهان، تراکتور         | ۱۳۹۲–۱۳۹۳        |
| مهدی شیری             | مدافع راست | ۱۳۹۱–۱۳۹۲           | ملوان، نفت تهران، پیکان | ۱۳۹۷–۱۴۰۱        |
| فرزاد حاتمی           | مهاجم      | ۱۳۹۱–۱۳۹۲           | فولاد خوزستان           | ۱۳۹۲–۱۳۹۳        |
| محمدحسین کنعانی‌زادگان | مدافع      | ۱۳۹۵–۱۳۹۶           | سایپا، ماشین‌سازی        | ۱۳۹۸–۱۴۰۰        |
| شیخ دیاباته           | مهاجم      | ۱۳۹۸–۱۴۰۰           | الغرافه                 | ۱۴۰۱–۱۴۰۲        |
| مسعود ریگی            | هافبک      | ۱۳۹۸–۱۴۰۰           | سپاهان                  | ۱۴۰۲–            |
| سعید مهری             | هافبک      | ۱۴۰۳–۱۳۹۹           | باشگاه فوتبال آپوئل     | ۱۴۰۳–            |

| نام                   | پست       | حضور در پرسولیس | باشگاه‌های میانه                        | حضور در استقلال |
| --------------------- | --------- | --------------- | -------------------------------------- | --------------- |
| بهزاد داداش‌زاده       | هافبک     |                 | ذوب‌آهن                                 |                 |
| منصور رشیدی           | دروازه‌بان |                 | دیهیم                                  |                 |
| شاهرخ بیانی           | هافبک     |                 | العربی قطر                             |                 |
| ابراهیم تقی‌پور        | مدافع     |                 | ذوب‌آهن، استقلال اهواز، مس کرمان، پگاه  |                 |
| پژمان نوری            | هافبک     |                 | ملوان، الامارات                        |                 |
| فرزاد آشوبی           | هافبک     |                 | مس کرمان                               |                 |
| ژاک الونگ‌الونگ        | مهاجم     |                 | سپاهان، دونایسکا استردا، پیکان         |                 |
| علیرضا واحدی نیکبخت   | هافبک     |                 | تراکتور، استیل آذین، صبا، پیکان، داماش |                 |
| میثم بائو             | هافبک     |                 | شهرداری تبریز                          |                 |
| مهرداد اولادی         | مهاجم     |                 | ملوان، نفت تهران                       |                 |
| محمد محمدی            | دروازه‌بان |                 | پیکان، استیل آذین                      |                 |
| محمدحسین کنعانی‌زادگان | مدافع     |                 | بیرامار، ملوان                         |                 |
| رامین رضائیان         | مدافع     |                 | سپاهان                                 |                 |